# Antônio Conselheiro
Antônio Vicente Mendes Maciel (Vila do Campo Maior, 13 de marzo de 1830 - Canudos, 22 de septiembre de 1897), más conocido como Antônio Conselheiro, fue un líder religioso y anti republicano brasileño.
Nacido en una familia de campesinos pobres del nordeste de Brasil, Antonio Vicente fue criado desde su infancia para ser sacerdote, en tanto la carrera clerical era una de las pocas opciones de ascenso social para las capas más pobres de la sociedad rural brasileña. Tras recibir una educación elemental, debió abandonar sus proyectos sacerdotales tras la muerte de su padre y se dedica al pequeño comercio, sin dejar de practicar un misticismo que combinaba conceptos cristianos con profecías mesiánicas, lejos de la ortodoxia de la Iglesia católica. Tras dejar a su familia en 1861 Antonio Vicente se tornó una figura carismática en el sertón del nordeste de Brasil, atrayendo durante tres décadas numerosos seguidores entre la población más pobre de la región, que le dieron el nombre de Antonio Conselheiro (en portugués "Antonio Consejero"). 
Esa decisión le otorgó una dimensión mesiánica a sus actos al dirigir una revuelta en el pueblo de Canudos, a donde había llegado en 1893. Ubicado en el sertón de Bahía, la revuelta atrajo a millares de lugareños, entre campesinos, indios y esclavos recién libertos, a quienes prometía una comunidad igualitaria bajo el amparo de Dios, lo cual impactó en la empobrecida población. La joven comunidad, no obstante, fue duramente cuestionada en tanto su proyecto rechazaba la autoridad laica y secular de la  República para vivir en una comunidad basada en el solo mando absoluto del Conselheiro. Esta rebeldía de la comunidad de Canudos trajo una respuesta armada del gobierno brasileño, que acusó a Conselheiro de monárquico y ordenó al ejército destruir la comunidad por la fuerza en la denominada Guerra de Canudos de abril a octubre de 1897. Durante el fuerte asedio militar, el líder pasó su tiempo orando y ayunando angustiado por la muerte, el hambre y el sufrimiento de sus seguidores. Debilitado por este severo ayuno, murió probablemente de disentería el 22 de septiembre de 1897. Su muerte fue seguida por la derrota y brutal masacre de la comunidad por los militares. 
La prensa de la república recién instaurada y muchos historiadores brasileros lo retrataron como un loco, fanático religioso y contrarrevolucionario monarquista peligroso, para justificar la matanza de 15.000 personas por parte del ejército. Su misticismo, que mezclaba folklore del sertón con visiones apocalípticas y dogmas católicos, elevaba al propio Conselheiro al rol de profeta destinado a crear un "reino divino" en el Nordeste de Brasil, lo cual causó que las autoridades civiles y religiosas de su época lo tacharan como vulgar demente.

## Literatura
Además de sus prédicas escritas, Antônio Conselheiro dejó solo un tratado religioso, elaborado en mayo de 1895 bajo el título Apontamentos dos Preceitos da Divina Lei de Nosso Senhor Jesus Cristo, para a Salvação dos Homens (Anotaciones a los preceptos de la Divina Ley de Nuestro Señor Jesucristo para la salvación de los hombres), perdido tras la Guerra de Canudos y donde condensaba sus ideas.
La historia de Antônio Conselheiro y de la Guerra de Canudos ha sido dramatizada en el clásico de Euclides da Cunha, Los sertones (1902). Asimismo, su historia fue retratada en La guerra del fin del mundo (1981), una novela del Premio Nobel de Literatura Mario Vargas Llosa.